# 陳嘉樹
陳嘉樹（1781年—1841年），字玉亭，号仲云。江苏仪征籍，居江苏扬州。清朝政治人物、进士出身。
道光二年（1822年），传胪，授翰林院编修，迁山东济东泰武临道；后担任广东盐运使署按察使、布政使，严查盐枭贿赂、官员包庇等案情。后升任山西按察使、江西布政使等职，任上卒。
- 子：陈辂、陈韨（字象衡）、陈彝（字六舟），后二人均为进士；
- 孙：陈重庆、陈咸庆[1]。